# Елецкий, Александр Григорьевич
Елецкий Александр Григорьевич (1884 — 1964) - советский ортопед-травматолог, доктор медицинских наук, профессор. Также является одним из организаторов травматологической и ортопедической службы на Украинской ССР.

## Биография
Окончил в 1911 г. медицинский факультет Харьковского университета. Вскоре был призван в армию. До 1914 года работал на кафедре оперативной хирургии Саратовского университета под руководством Сергея Ивановича Спасокукоцкого и Василия Ивановича Разумовского. 
С 1914 по 1918 года работал хирургом перевязочного отряда дивизии в действующей армии.
В  1918 году начал работать на кафедре оперативной хирургии Саратовского университета, а с 1925 по 1932 гг. начал заведовать этой кафедрой. В 1932 году начал заведовать травматологическим отделением Киевского института ортопедии и до 1963 года начал заведовать кафедрой ортопедии и травматологии Киевского медицинского института. С 1941 по 1944 гг. Елецкий служил в Красной Армии. Там он начал работать хирургом в госпиталях.
Елецкий опубликовал более 60 научных работ, включая несколько монографий. Они были посвящены темам восстановления функций опорно-двигательного аппарата после разных заболеваний. Он дал анатомическое обоснование способов лечения спастических параличей с целью перевода их в вялые. Одним из первых в СССР успешно выполнил большое число операций артропластики на коленном и тазобедренном суставах и в 1926 г. обобщил клин, результаты этих операций в монографии. Елецкий описал особенности иннервации сосудов эпифизов костей и капсулы коленного сустава. 
Под руководством Елецкого было защищено 24 диссертации, включая 5 докторских.

## Сочинения
- Резекция задних корешков спинного мозга, как способ лечения спастических параличей, Учен, зап. Саратовского университета, том 2, в. 1, с. 307, 1924
- Регенерация костной ткани, Труды 2-го Украинского съезда ортопедов-травмат, и работников протезного дела, с. 27, Киев, 1940
- Внутрисуставные повреждения больших суставов, Труды 8-го съезда хирургов Украинской ССР, с. 213, Киев, 1955.